# 鵺

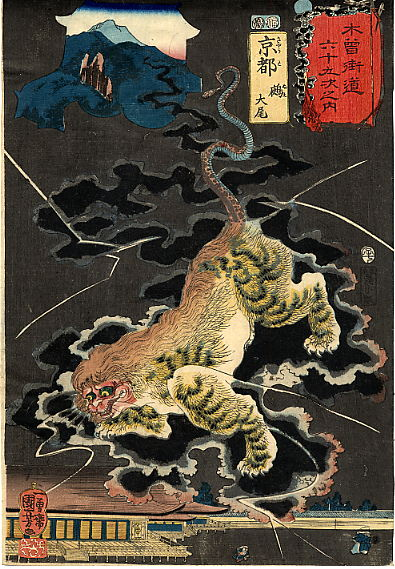
「京都 鵺 大尾」（「木曽街道六十九次」の内、歌川国芳画、嘉永5年（1852年）10月）

鵺、鵼、恠鳥、夜鳥、奴延鳥（ぬえ），是日本傳說妖怪和物怪之一。

## 外觀

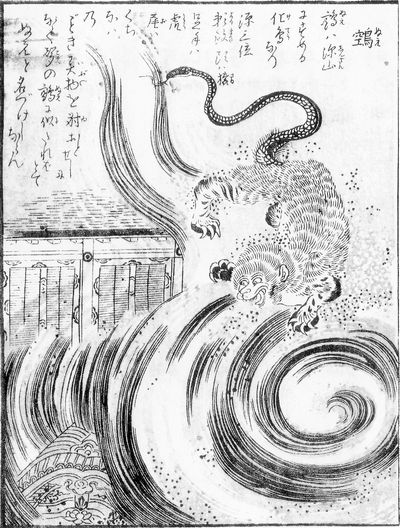
鳥山石燕《今昔画図続百鬼》中的「鵼」

根據《平家物語》中的描述，牠擁有猴子的相貌、貍的身軀、虎的四肢與及蛇的尾巴。有的文獻並未描述軀幹的部分，有的文獻則稱其軀似虎。另外，在《源平盛衰記》中鵺的樣貌變成虎背、貍足和狐尾。而到了室町時代亦有將其描述為貓首雞身的資料
有一說認為牠的樣貌是將代表東北的寅（虎）、東南的巳（蛇）、西南的申（猴）、西北的乾（狗和豬）這些干支的動物集合而成的產物。

## 行動
據稱，鵺會發出類似虎鶇鳴叫聲般讓人背脊發涼「咻咻」叫聲。
有一說認為其為雷獸。
根據記載，鵺是在平安時代後期現世，但究竟是在平安時代的哪個時候出現，則有二條天皇時代、近衛天皇時代、後白河天皇時代、鳥羽天皇時代等各種說法，眾說紛紜。

## 名稱

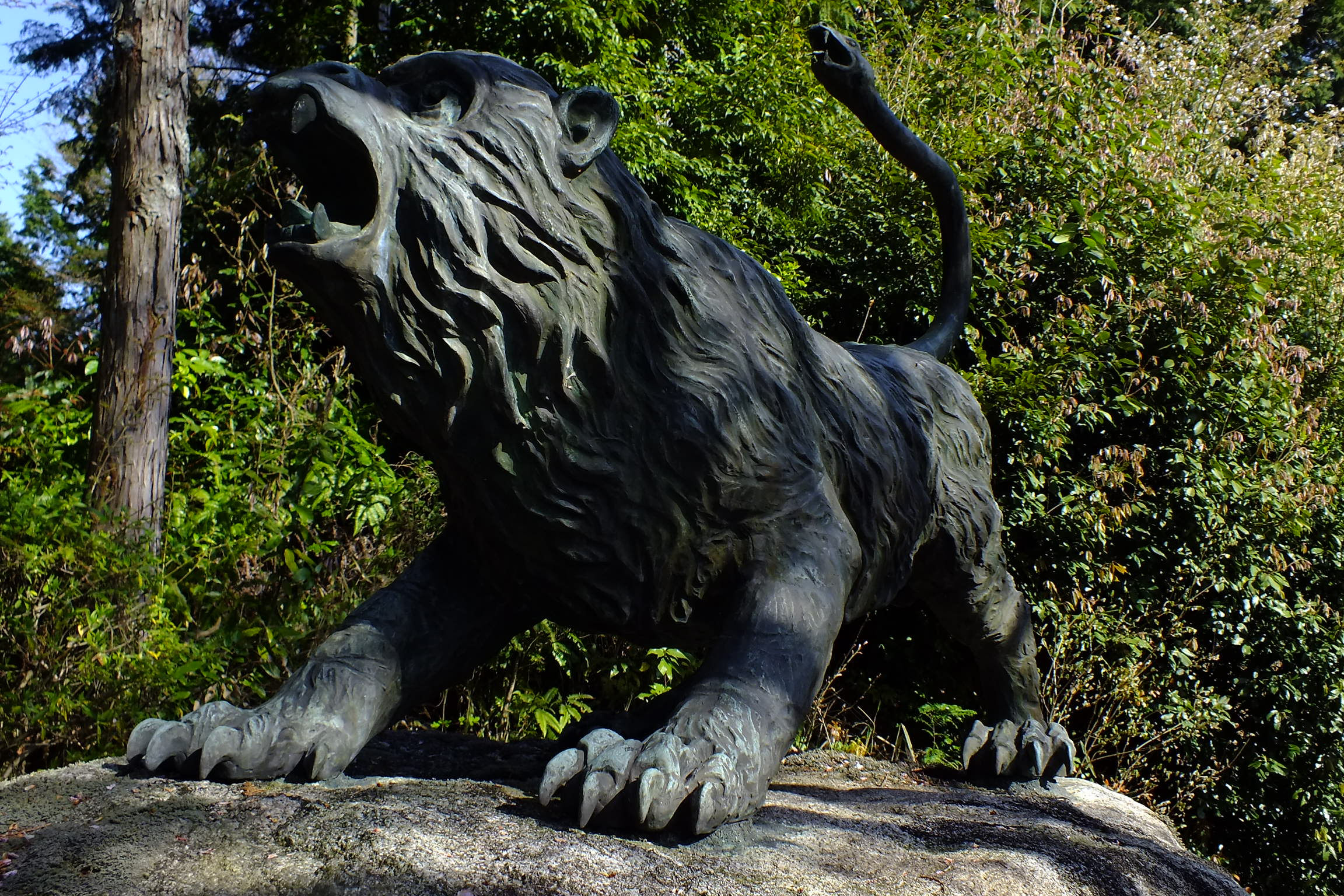
根據傳說所重現的鵺之塑像（兵庫縣西脇市・長明寺）

最初，鵺（や）是指稱外型似雉的鳥，但無法確認是此說是否正確。「夜」僅為形聲字的聲符，並無意義。根據諏訪春雄所述，這是日本將中國博物誌《山海經》「北山經」中所收錄的虛構禽鳥白鵺（はくや）視同為另一種虛構的怪鳥鵼（こう・くう）並同樣以「ぬえ」稱之，而在意義上產生了混淆。
在日本，鵺原是指在夜間啼叫的鳥，在《古事記》、《万葉集》中階可見其名。該叫聲被認為來自鴿子大小的橙色鳥類，現在則普遍認為是虎鶇。由於此鳥寂寥的啼叫聲在平安時代的人們聽來有不祥之感，遂被視為兇鳥，據說天皇或貴族們在聽到其叫聲後都會禱念祈求別發生壞事。
《平家物語》中出現的怪物只是「叫聲如鵺的不明生物」，並未賦予任何名稱。然而現在鵺已然被認為是此一怪物的稱謂，比原本指稱的對象更為有名。
也因此，「鵺」亦被用來比喻飄忽不詳、無法捉摸的人或集團。

## 特徵
《平家物語》中記載，平安時代末期，鵺經常於夜間出沒在近衛天皇所居住的御所清涼殿，令天皇苦惱不已。當時天皇敕令源賴政充當驅魔者，賴政以山鳥的尾巴製作出尖銳的箭，成功把鵺射殺。天皇為了嘉賞賴政的功勞，便把名刀「獅子王」賜予賴政作為賞賜。

## 歷史上的紀錄
在《山海经·北山经》也有关于鵺（yè）的记载，样貌如同雉，但是头上有斑纹，翅膀是白色的，脚颜色黄色。吃它的肉可以治咽喉痛和治痴病。
晋郭璞《诸犍兽白鵺竦斯鸟》也有引用。

## 相關作品
- 孔雀王系列：在外傳故事『王仁丸退魔錄』一章中，以一人之力打敗意圖奪取寶物的妖怪，並與作者荻野真一同尋找其祖先封印在日本九州南部老家的後山巖洞中，從前替天皇打敗過妖怪『鵺』的神器『弓箭』。在外傳故事中，『鵺』化身成老頭子，自稱是作者荻野真的遠親，以一把御賜茶壺騙取他的信任，要走了作者南部老家後山巖洞的鑰匙。此時現身幫助作者荻野真的，就是『咒禁道師』王仁丸。他現身幫助荻野真打敗妖怪鵺，保存了封印在荻野真老家後山巖洞中的弓箭。
- 東方Project系列：
  - 《星蓮船》第四關中頭目（光球）、第六關中頭目（光球）、Extra Stage頭目
  - 《神靈廟》Extra Stage中頭目
- 鴉 -KARAS-：妖怪之一
- 刀劍乱舞：太刀 獅子王的脖子上
- 百千家的妖怪王子：妖化的葵(男主)
- 鬼太郎
- 鵺之阴阳师
- 手裏劍戰隊忍忍者
- 盾之勇者成名录：第六集炼金术师神殿里的魔法水晶矿洞内
- 己龍「鵺」
- 淺草鬼妻日記

## 外部連結
- 宗優子的妖怪談

1. ↑  水木しげる. 水木しげる , 编. . 講談社. 1991: 324. ISBN 978-4-06-313210-6.
2. 1 2 3  角川書店『角川漢和中辞典』「鵺」「鵼」[需要完整来源]
3. ↑   諏訪春雄『霊魂の文化誌』 勉誠出版 2010 ISBN 978-4-585-23002-1 pp.88-89.
4. 1 2 3  村上健司. . 日本: 角川書店. 2007. ISBN 978-4-04-710108-1.
5. ↑  《山海经·北山经》：“（单张之山）有鸟焉，其状如雉，而文首、白翼、黄足，名曰白鵺，食之已嗌痛，可以已痸。”
6. ↑  《诸犍兽白鵺竦斯鸟》：“白鵺、竦斯，厥状如雉，见人则跳，头文如绣。”